# Lophoteles plumula
Espèce
Synonymes
- Lophoteles plumata
- Salduba exigua

Lophoteles plumula est une espèce d'insectes Diptères de la famille des Muscidae, décrite par Hermann Loew en 1858.